# Luché-sur-Brioux
Luché-sur-Brioux è un comune francese di 142 abitanti situato nel dipartimento delle Deux-Sèvres nella regione della Nuova Aquitania.

## Società

### Evoluzione demografica
Abitanti censiti